# Iwona Szoka
Iwona Szoka (ur. 6 października 1981 w Sejnach)  – polska malarka, projektantka, działaczka społeczna i publicystka związana ze Śląskiem. 

## Życiorys i wykształcenie
Ukończyła Państwowe Liceum Sztuk Plastycznych w Olsztynie. Następnie zdobyła interdyscyplinarne wykształcenie; studiowała historię sztuki, inżynierię budowlaną oraz ukończyła prawo. Ta różnorodność dziedzin jest, według artystki, fundamentem jej „holistycznego postrzegania rzeczywistości”, które przenosi na działalność artystyczną i społeczną. Jej silne związki ze Śląskiem manifestują się w promowaniu lokalnej sztuki oraz w publicznych wypowiedziach na temat specyfiki regionu, który określa jako „śląski tygiel kulturowy”.
W swojej twórczości artystycznej operuje głównie w nurtach symbolizmu i surrealizmu, poruszając tematykę psychologiczną i społeczną. Jest założycielką i prezeską Fundacji Opus Unicus, której celem jest popularyzacja sztuki, w szczególności śląskiej, w życiu codziennym.

## Twórczość artystyczna

### Styl i tematyka
Twórczość Iwony Szoki klasyfikowana jest przede wszystkim w ramach symbolizmu i surrealizmu, choć artystka posługuje się również estetyką tonalizmu. W subtelny i metaforyczny sposób eksploruje psychikę jednostek i współczesne problemy. W swoich obrazach często wykorzystuje archetypiczne symbole, takie jak woda i powietrze, do badania uniwersalnych aspektów ludzkiej kondycji, w tym pragnienia wolności.
Inspiracje czerpie głównie z muzyki, w szczególności z jazzu i muzyki klasycznej, wskazując na twórczość Big Band Śląskiego pod dyrekcją Grzegorza Nagórskiego oraz muzyków takich jak Grzegorz Kapołka, Dariusz Ziółek i Michał Barański.

### Wystawy i obecność na rynku sztuki
Iwona Szoka świadomie odrzuca tradycyjne metody ekspozycji, tworząc aranżacje nazywane przez nią „wyspami”. Umieszcza w nich kanapy lub fotele naprzeciwko obrazów, zapraszając widzów do nawiązania z dziełem osobistej relacji.
Jej prace były prezentowane podczas takich wydarzeń jak:
- Koncert w Filharmonii Narodowej w Warszawie poświęcony Janowi Ptaszynowi Wróblewskiemu.
- Wystawa inaugurująca cykl „Goście – Artyści” na Stadionie Śląskim.
- XX Festiwal Nauki Akademii WSB w Dąbrowie Górniczej.
- Europejski Kongres Przemysłu i Energetyki INTO oraz Europejski Kongres MSP.
- I Edycja Festiwalu No Woman No Jazz/Jazz TV.

W kwietniu 2024 roku w Galerii Spełnionych Marzeń w Chorzowie odbyła się jej indywidualna wystawa zatytułowana „POMIĘDZY NIEBAMI”.
Artystka jest aktywnie obecna na rynku sztuki. Jej obrazy są regularnie notowane na aukcjach, głównie w domu aukcyjnym OneBid. 

## Działalność społeczna i publiczna

### Fundacja Opus Unicus
Iwona Szoka jest założycielką i prezesem Fundacji Opus Unicus, która ma siedzibę w Chorzowie. Misją fundacji jest popularyzacja sztuki współczesnej, zwłaszcza śląskiej, i wprowadzanie jej do życia codziennego poprzez organizację bezpłatnych wykładów, spotkań i wystaw. Kluczową inicjatywą fundacji jest projekt „Sztuka na Spacerze”, realizowany m.in. w ośrodkach integracji społecznej, szkołach i hospicjach. Fundacja jest częściowo finansowana z dochodu z aukcji obrazów artystki.

### Aktywizm i poglądy
Jest zaangażowana w działalność na rzecz ochrony środowiska na Śląsku. W przeszłości działała na rzecz oczyszczenia Stawu Kalina w Świętochłowicach, a obecnie prowadzi działania na rzecz redukcji zużycia plastiku. Została powołana do Rady Programowej Muzeum Hutnictwa w Chorzowie.
Definiuje siebie jako feministkę dążącą do równości i współpracy, a nie konfrontacji. Jej celem jest, aby sztuka tworzona przez kobiety nie była postrzegana przez pryzmat płci, ale jako pełnoprawny głos w dyskusji.